# Figueira da Foz
Figueira da Foz [fi'gɐiɾɐ dɐ fɔʃ] (deutsch: Feigenbaum an der Mündung) ist eine Stadt im Distrikt Coimbra in Portugal. In Portugal wird die Stadt oft kurz Figueira genannt und auf Wegweisern und Straßenschildern oft mit Fig.Foz oder Fig. da Foz abgekürzt.
Die Stadt wurde Ende des 19. Jahrhunderts im Land als mondänes Seebad bekannt, seit den 1920er wurde es auch zunehmend Ziel für spanische Touristen, die über die Eisenbahnstrecke der Linha da Beira Alta direkt herkamen. Heute ist Figueira da Foz weiterhin für seine Strände und sein Casino Figueira, aber auch für verschiedene Musik- und Sportveranstaltungen bekannt.

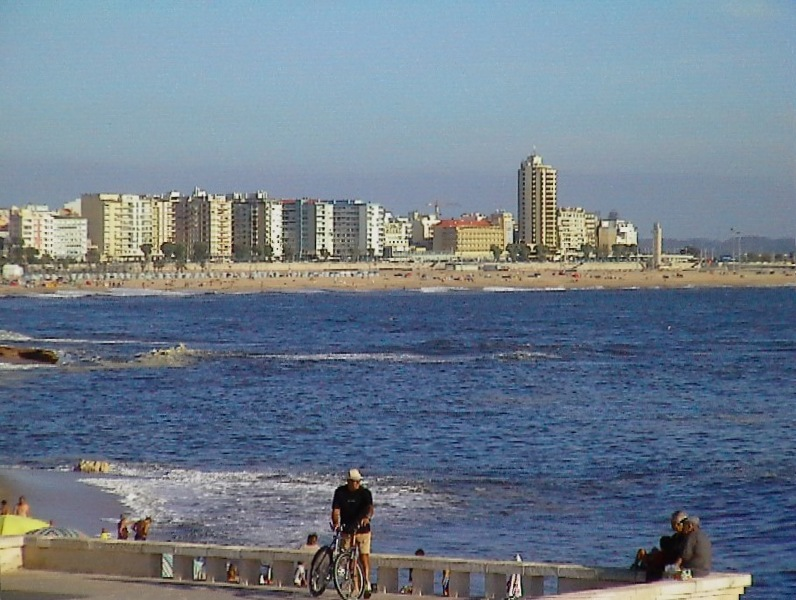
Figueira da Foz von Buarcos aus gesehen

## Geographie
Der Badeort liegt an der Mündung des Flusses Mondego in den Atlantischen Ozean, 40 Kilometer westlich der Distrikthauptstadt Coimbra und nach Norden hin umgeben von Hügelketten der Serra da Boa Viagem.

## Geschichte
Das heutige Mündungsgebiet des Mondego, eine Art Marschland, war vermutlich bis in die Eisenzeit eine weit ins Land reichende Meeresbucht, die später verlandete. Am Rande der Bucht und auf Inseln in der Bucht haben schon im frühen Neolithikum Menschen gesiedelt, z. B. beim Muschelhaufen von Forno da Cal. Aus dem Neolithikum und der Kupferzeit stammen einige Megalithanlagen. Der bekannteste Fundort ist Santa Olaia, ein Hügel am Nordrand des Mondegotals, der schon in neolithischer Zeit besiedelt war, aber berühmt ist durch seine bis in römische Zeit bestehende eisenzeitliche Siedlung. Santa Olaia wurde von dem aus Figueira da Foz stammenden António dos Santos Rocha (1853–1910) ausgegraben, einem der Begründer der modernen portugiesischen Archäologie. Seine Sammlungen bilden den Grundstock des Museu Municipal Santos Rocha. Heute sind 123 archäologische Plätze aus dem Ort und der Umgebung bekannt.
Der Name Figueira wird erstmals in einer Urkunde von 1237 genannt, doch ist die Kirche São Julião bedeutend älter. Sie war ursprünglich vielleicht ein Kloster, das zerstört worden sein soll. Pinho Leal, ein Gelehrter des 19. Jahrhunderts, berichtete von einer Zerstörung durch die Araber im Jahre 717. Somit stammt die älteste Erwähnung von Figueira da Foz von der Zerstörung seiner ersten Kirche durch die Sarazenen. Mit Bulle von 1390 erkannte Papst Bonifatius IX. die wiederaufgebaute Kirche von Figueira da Foz an.
Nach Piratenangriffen wurde 1585 die Festungsanlage Santa Catarina an der Mondego-Mündung errichtet. Beim Erdbeben von 1755 wurde die erst seit 1701 neugebaute Hauptkirche der Stadt völlig zerstört.
Am 12. März 1771 wurde Figueira da Foz zur Vila (Kleinstadt) erhoben.
1807 nahm der französische General Andoche Junot im Zuge der französischen Invasionen auch das Gebiet von Figueira da Foz ein. 1808 landete der englische General Lord Wellington ebendort mit seinem Heer und befreite die Stadt.
Im März 1882 wurde Figueira da Foz zur Stadt (Cidade) erhoben und 1884 wurde hier mit dem Casino Figueira das erste Casino des Landes eröffnet.
1902 fand mit der Rallye Figueira da Foz – Lissabon das erste bedeutende Autorennen des Landes statt.
Mit Schüben Ende des 19. Jahrhunderts, ab den 1920er Jahren, und seit den 1950er Jahren entwickelte sich Figueira verstärkt zu einem bekannten, als mondän geltenden Seebad in Portugal. So war der Ort schon früh Gegenstand einer Reihe von Filmdokumentationen, und eine Vielzahl von Hotels und Gastronomiebetrieben entstanden im Ort. Der Fremdenverkehr wurde fortan ein bedeutendes Standbein der lokalen Wirtschaft.

## Kultur und Sehenswürdigkeiten

### Sehenswürdigkeiten und Baudenkmäler

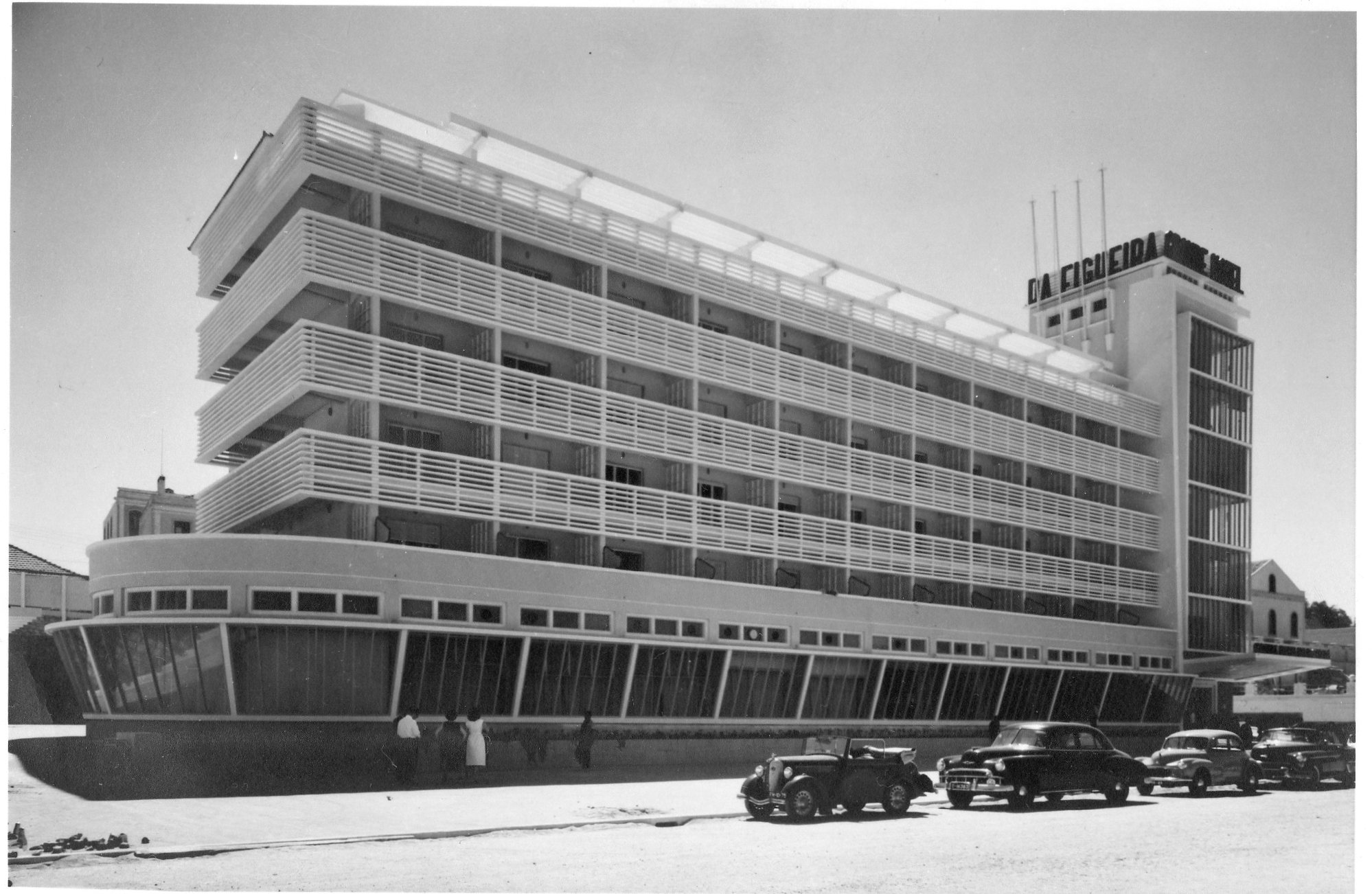
Das Grande Hotel in den 1950er Jahren

Hauptanziehungspunkt sind die weiten Sandstrände beidseitig des Mondego, vor allem der breite Stadtstrand Praia da Claridade mit dem charakteristischen Uhrturm und dem Grande Hotel von 1953.
Das 2002 eröffnete Centro de Artes e Espectáculos (CAE) ist mit Auditorium, Kino und Ausstellungen ein kulturelles Zentrum der Stadt. Nebenan residiert das städtische Museum Museu Municipal (regionale antike Funde, Keramik, Möbel, Volkskunst aus Übersee, daneben wechselnde Kunstausstellungen) mit der Bibliothek und dem Fotoarchiv.
Im Salinen-Freilichtmuseum Núcleo Museológico do Sal in Lavos wird bis heute Salz produziert und insbesondere das hochwertige Flor do Sal auch von einigen Salzbauern vor Ort zum Kauf angeboten. Die Anlage gehört zur Europäischen Route der Industriekultur. Das Fischerei- und Meeresmuseum Núcleo Museológico do Mar in Buarcos, die großbürgerliche Villenanlage Palácio Sotto Maior oder das Barock-Herrenhaus Paço de Maiorca in Maiorca sind weitere kulturelle Schwerpunkte, ebenso die städtische Stierkampfarena von 1895, in der gelegentlich zudem Konzerte veranstaltet werden. Auch die mit Delfter Kacheln ausgekleidete Casa do Paço und die städtische Markthalle Mercado Municipal Engenheiro Silva mit ihrer Stahlkonstruktion von 1892 gelten als sehenswert. Der Gerichtsbau Palácio da Justiça wurde 1961 errichtet.

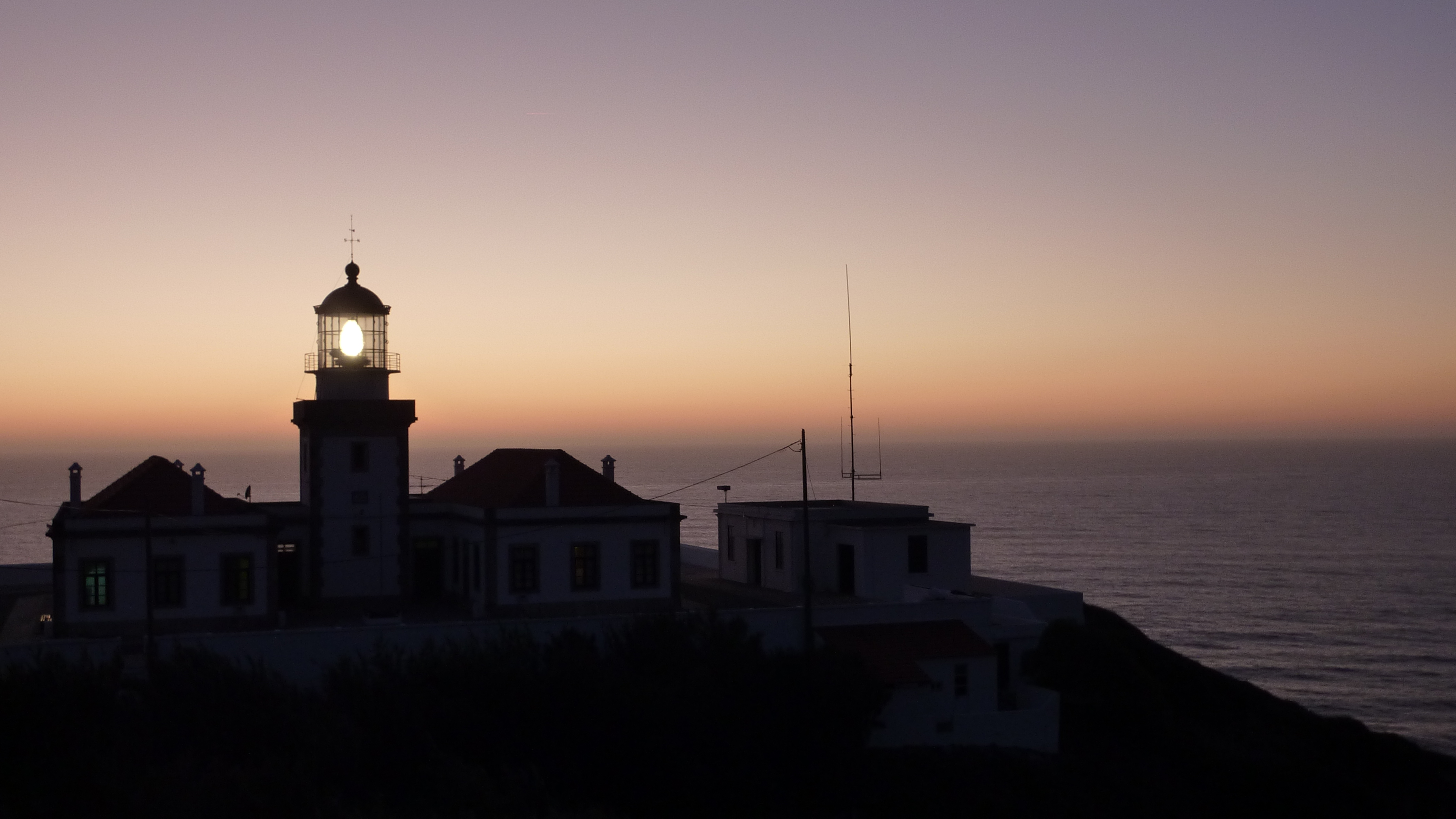
Der Leuchtturm am Cabo Mondego

1927 eröffnete das auch Casino Peninsular genannte Casino Figueira neu, in dem neben Spielbank, Restaurant, Café und Veranstaltungssaal auch das zweite Kino der Stadt eingerichtet wurde. Zwischen 1972 und 2002 fand hier ein internationales Filmfestival statt (siehe Liste der Filmfestivals in Portugal), danach wurde im Zuge einer umfassenden Neugestaltung der Kinobetrieb eingestellt. Seit 2014 wird mit dem Figueira Film Art erneut ein internationales Filmfestival in der Stadt ausgerichtet, an verschiedenen Spielorten in der Stadt.
Das Kap des Cabo Mondego wurde in die Liste der Global Boundary Stratotype Sections and Points als Beispiel des mittleren Jura aufgenommen, ein Antrag zur Anerkennung als UNESCO-Welterbe ist gestellt. Von dort steigt das Naturschutzgebiet Serra da Boa Viagem bis auf knapp 262 Meter an. Radwege, Lehrpfade und Wanderwege durchziehen den Wald.

### Regelmäßige Kulturveranstaltungen

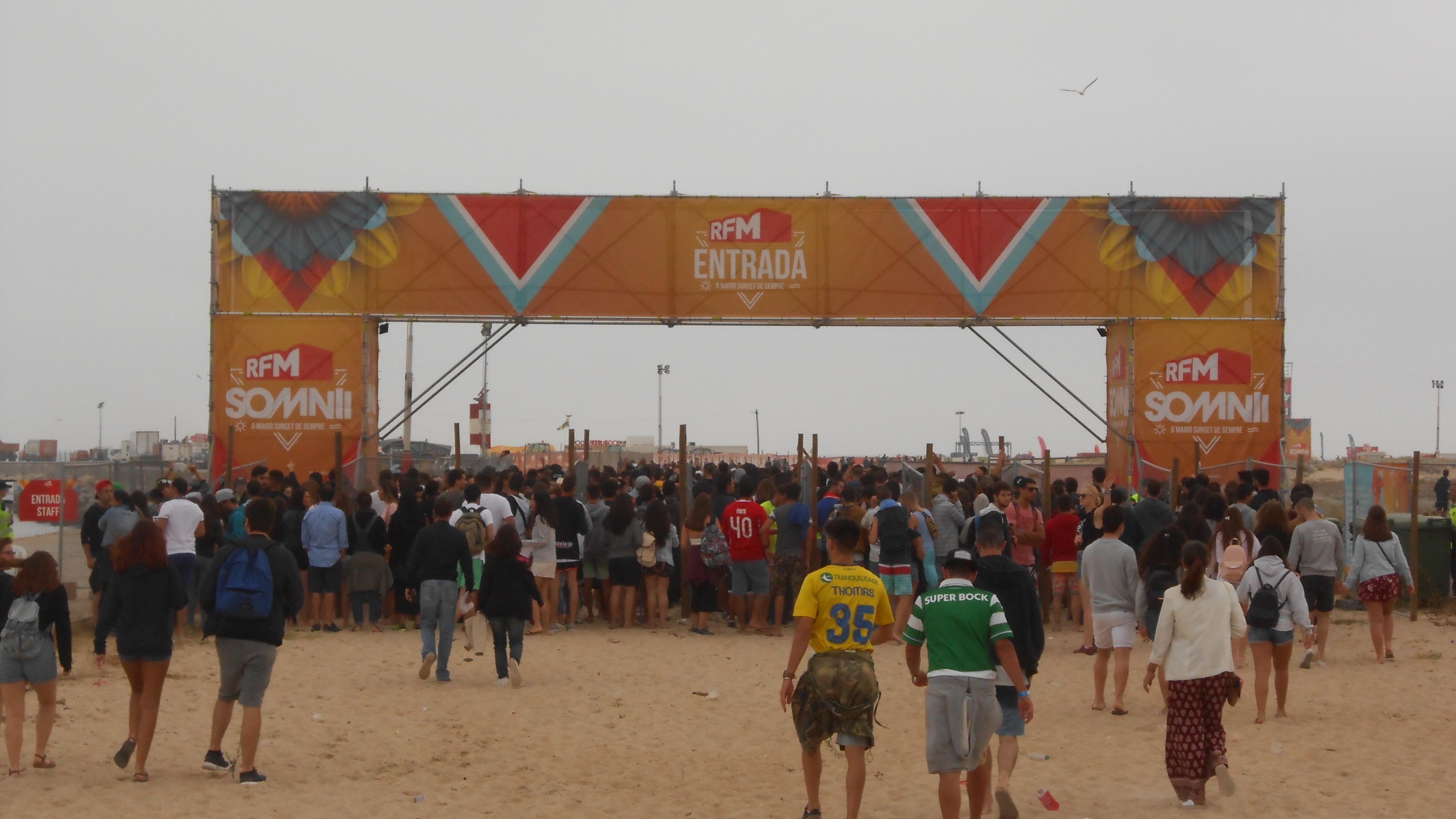
Einer der Eingänge zum RFM Somnii vor dem abendlichen Festivalstart (2017).

Es finden alljährlich Karnevalsumzüge, Folklorefestivals und Big-Band-Umzüge entlang der Strandpromenade Avenida 25 de Abril statt. Besonders zu erwähnen ist hier das Stadtfest S. João (hl.Johannes) am 24. Juni, mit zahlreichen Veranstaltungen, Ausstellungen und dem traditionellen „Mitternachtsbad“ im Meer. Es ist überregional bekannt.
Als Nachfolger des zweitältesten Filmfestivals Portugals, dem Festival Internacional de Cinema da Figueira da Foz (1972–2002), wird seit 2014 das internationale Filmfestival Figueira Film Art an verschiedenen Spielorten im Stadtzentrum ausgerichtet.
Erstmals wurde 2009 hier das Literaturfestival 5as de Leitura ausgerichtet, mit Unterstützung der Gulbenkian-Stiftung. Seither werden jährlich mehrfach, immer Donnerstags und mit Schwerpunkt im Frühjahr, Autoren aus Portugal und dem portugiesischsprachigen Raum hierher eingeladen, zu Vorlesungen und Diskussionsveranstaltungen, meist in der Städtischen Bibliothek (Biblioteca Municipal) im Gebäudekomplex des Museu Municipal Santos Rocha.
Seit 2012 wird mit dem RFM Somnii (auch Figueira da Foz Sunset Festival) ein großes Festival elektronischer Tanzmusik am Stadtstrand von Figueira da Foz veranstaltet. Das mehrere zehntausend Besucher zählende Festival findet alljährlich Anfang Juli statt und wird vom Radiosender RFM mitorganisiert, der wie Rádio Renascença zur R/com - Renascença Comunicação Multimédia gehört, der Mediengruppe der katholischen Kirche in Portugal. Bei der Ausgabe 2016 traten u. a. DJ Snake, R3hab, Hardwell, Diego Miranda, Oliver Heldens und Galantis auf.
Alljährlich seit 2013 findet am nördlich des Kap Mondego gelegenen Strand Praia de Quiaios das Woodrock-Rockfestival statt, das sich vor allem dem Stoner Rock, dem Doom Metal und verwandten Spielarten der Metal- und Rockmusik widmet. Vom 20. bis zum 22. Juli 2023 fand die neunte Ausgabe des Musikfestivals statt, mit 14 Bands, darunter als Headliner Blues Pills aus Schweden und The Vintage Caravan aus Island.
Vom 18. bis zum 22. September 2024 findet die elfte Ausgabe des Gliding Barnacles-Surffestivals am Strand Praia do Cabedelo statt, in Figueira da Foz südlich der Mondego-Mündung. Das Festival verbindet Surf, Kunst und Musik, mit fast 40 Konzerten (u. a. Subway Riders, 800 Gondomar, Da Chick und Manteau), dazu u. a. Koch-, Surfboardbau-, Tattoo-, Hairstyling-Aktionen und Workshops, Streetfood, Kunstperfomances, und bis zu 10.000 Besuchern an den fünf Tagen.

## Sport
Von 1997 bis 2004 war Figueira da Foz der Austragungsort des Mundialito de Futebol de Praia, ein internationales Strandfußball-Länderturnier neben der Beachsoccer-Weltmeisterschaft.
Vom 25. bis zum 28. November 2021 fand in Figueira da Foz auf dem Mondego die Weltmeisterschaft der Motorboot-Formel 1 statt.
Auch für den Surfsport hat Figueira Bedeutung (zuletzt World Surf Championship 2010, und IFCA Slaloms Worlds 2008).
Ebenso ist Figueira bei Seglern bekannt. So fand hier 2011 die 17. Auflage der Rally Portugal statt, einer Regatta des World Cruising Club. Im April 2013 starb ein Segler und ein portugiesischer Küstenpolizist beim Unglück der Hamburger X442 „Meri Tuuli“ vor Figueira da Foz.
Seit 2004 findet mit dem Festival Internacional de Xadrez da Figueira da Foz, auch Torneio Sabir Ali, das wichtigste portugiesische Schachturnier statt. Das internationale Turnier wird traditionell im Casino Figueira veranstaltet, seit 2020 im Sweet Atlantic Hotel.
2009 war die Stadt Gastgeber der 84. Internationalen Sechstagefahrt, einem Endurosport-Motorradrennen, das als Weltmeisterschaft der Nationalmannschaften gilt.
Seit 2023 findet hier mit dem Figueira Champions Classic ein internationales Profi-Radrennen statt.
Der 1893 gegründete Verein Naval 1º de Maio ist der bedeutendste Sportverein der Stadt, insbesondere dessen Profi-Fußballmannschaft, die ihre Heimspiele im Estádio Municipal José Bento Pessoa austrägt. Daneben existieren weitere Vereine, besonders der Ginásio Clube Figueirense von 1895, u. a. mit seinen erfolgreichen Basketball- und Ruderabteilungen.
Der Tennis Club da Figueira da Foz wurde 1917 gegründet und ist direkt an der Flussmündung an den Festungsmauern Santa Catarina untergebracht. Er ist seit 2017 Austragungsort des jährlichen ITF Figueira da Foz, ein Turnier der ITF Women’s World Tennis Tour.

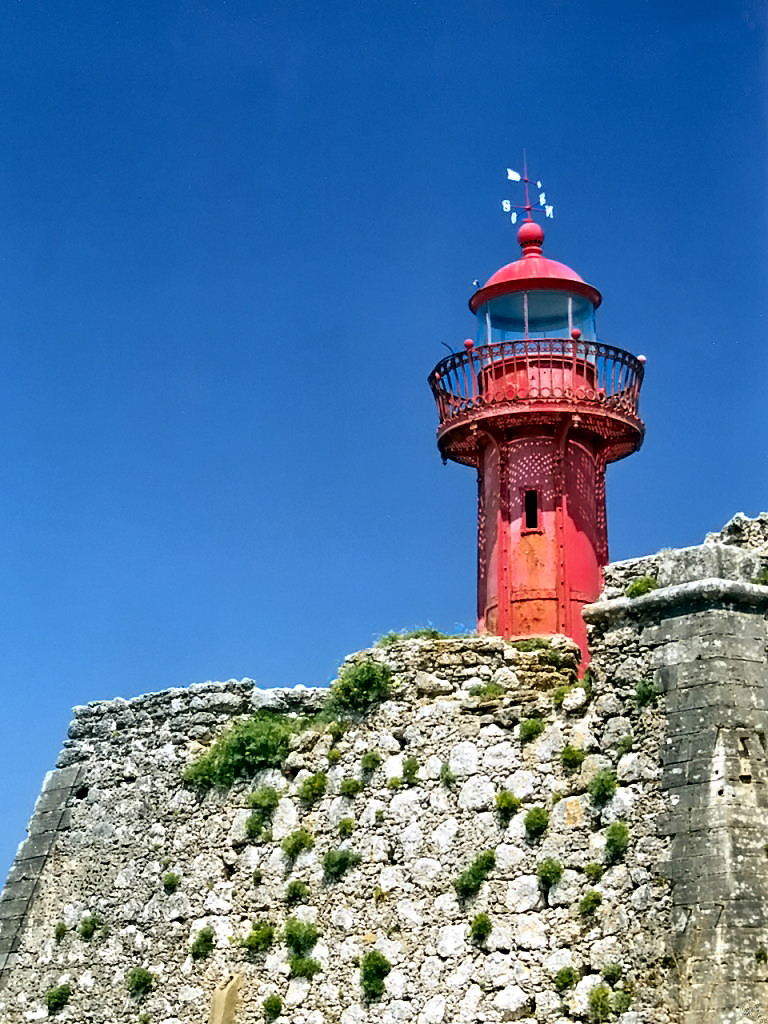
Der alte Leuchtturm an den Festungsmauern Sta.Catarina

Verschiedene Vereine und städtische Einrichtungen veranstalten regelmäßig Stadtläufe, Radrennen und Regatten. Das Radwegenetz am Strand und im ganzen Kreis wird weiter ausgebaut.
In Figueira gibt es mit dem Centro Hípico da Figueira da Foz ein nationales Reitzentrum, das heute zum Centro Hípico de Alcaria gehört.

## Medien
Es gab lange zwei wöchentlich erscheinende Zeitungen der Stadt, O Figueirense (gegründet 1919) und A Voz da Figueira (gegründet 1928). Nachdem erst O Figueirense nur noch online und nicht mehr als Druckausgabe erschien, hat in den 2010er Jahren auch A Voz da Figueira die Druckausgabe eingestellt und existiert heute auch online nicht mehr.
Die regionale Tageszeitung As Beiras berichtet täglich auch über Figueira da Foz, wo sie mit einer Lokalredaktion präsent ist.
In Figueira sendet ganztägig ein lokaler Radiokanal, der Rádio Clube Foz do Mondego 99.1 FM.
Unter der Vielzahl von Internetseiten über Figueira war die Webseite figueiradigital.com zu nennen, die mit vielen wichtigen Seiten zum Ort vernetzt war (Stadtverwaltung, Veranstaltungen, Tourismus, Verkehr, Immobilien u. a.). Seit ihrer Abschaltung führt die Website der Stadtverwaltung (cm-figfoz.pt) viele der Informationsangebote fort.
Mit dem 2013 geschaffenen Kanal Figueira TV sind Videobeiträge rund um die Stadt bei YouTube abrufbar. Zudem werden auf der Website Figueira da Voz in regelmäßigen Podcast-Folgen Themen aus und um Figueira da Foz abgehandelt.

## Film und Fernsehen

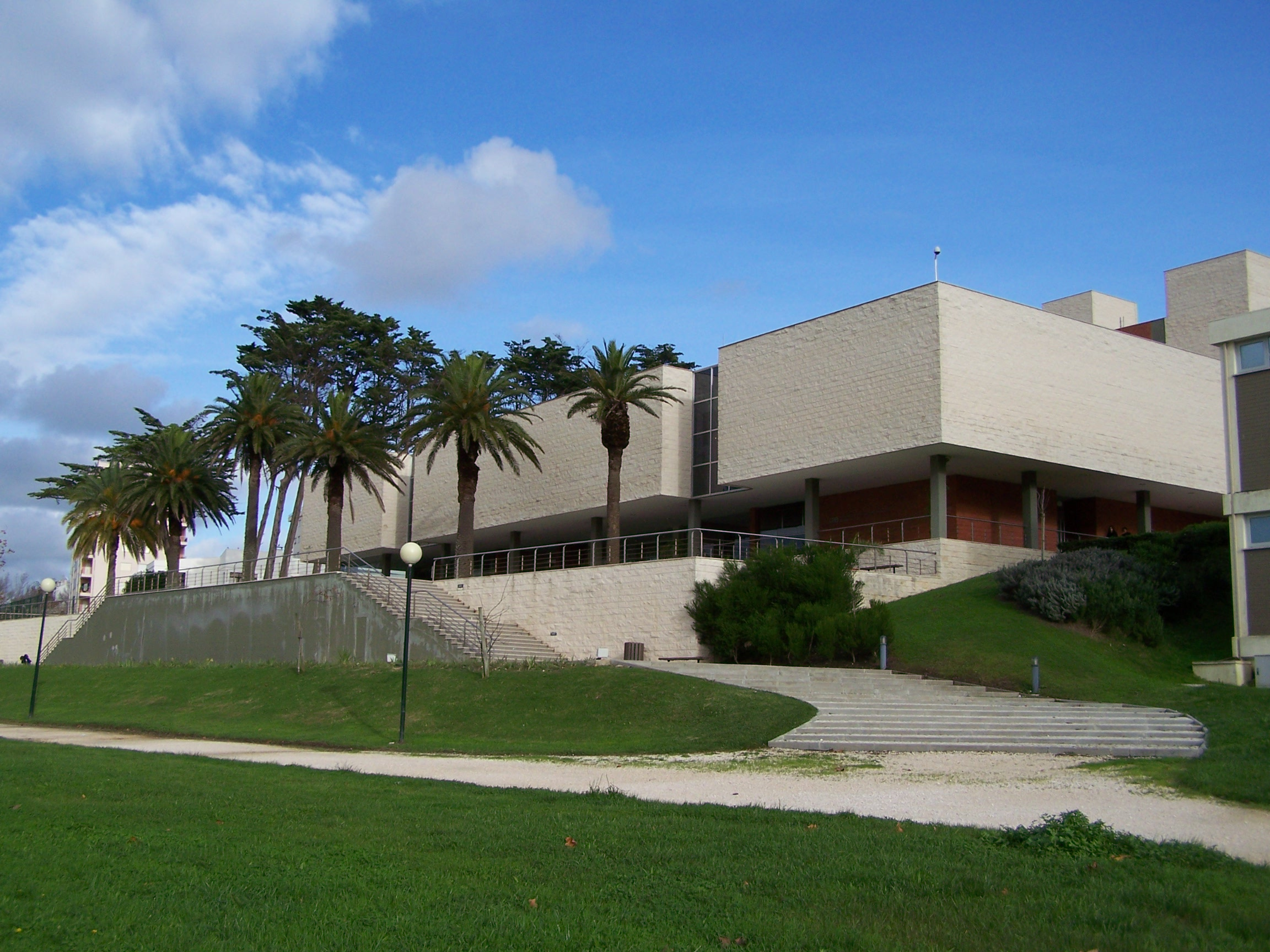
Das Centro de Artes e Espectáculos (CAE)

### Film
Die Stadt war mehrmals Schauplatz von Filmproduktionen. So wurden hier verschiedene Spielfilme des portugiesischen Kinos gedreht, darunter A Promessa (1973, Regie: António de Macedo), Casino Oceano (1983, Regie: Lauro António), oder Sinais de Fogo (1995, Regie: Luís Filipe Rocha). Auch eine Vielzahl Dokumentarfilme entstanden hier, 2014 auch eine Folge der Reihe „360° GEO Reportage“ der Zeitschrift GEO für den Fernsehsender arte (Erstausstrahlung am 8. März 2014). In den letzten Jahren suchten auch internationale Produktionen Figueira da Foz als Drehort auf. 2023 fanden hier an verschiedenen Drehorten (u. a. der Palácio Sotto Maior, das Kreiskrankenhaus von Figueira, das Cabo Mondego und die Serra da Boa Viagem) Aufnahmen für die Bollywood-Produktion Jailed statt. Der britische Regisseur Ilyas Kaduji, der bereits mehrfach in Portugal drehte und zuvor für seine visual effects in Computerspielen und dann Blockbusterfilmen wie Harry Potter und der Gefangene von Askaban oder Lara Croft bekannt wurde, wählte Figueira da Foz für eine für 2024 angekündigte Netflix-Produktion über einen arabischen Anführer, der nach 20-jähriger osmanischer Haft frei kommt, um gegen die Serben und um seine Freiheit zu kämpfen. Das Film Office Figueira ist offiziell seit 2022 in der Unterstützung internationaler und nationaler Dreharbeiten am Drehort Figueira da Foz tätig.
Ab 1972 wurde hier mit dem Festival Internacional de Cinema da Figueira da Foz (FICFF) eines der ersten Filmfestivals des Landes veranstaltet. Bis 2002 wurden dabei im Casino Peninsular internationale Filme gezeigt und mit dem Prémio Glauber Rocha ausgezeichnet. Vom 8. bis 14. September 2014 findet das Festival nun mit dem Figueira Film Art seine Fortsetzung. Pate des Festivals ist der Regisseur Alberto Seixas Santos, dessen Eltern aus Figueira da Foz stammten. Die verschiedenen Spielorte des Filmfestivals reichen vom großen Saal des CAE mit 832 Plätzen bis zum Kulturcafé Havanesa mit 50 Plätzen, in der traditionsreichen ehemaligen Buchhandlung Casa Havaneza.
Die Stadt brachte einige bedeutende Filmregisseure hervor, darunter mit João César Monteiro einen der international bekanntesten Namen des portugiesischen Films. Regisseur und Kritiker João Mário Grilo, Drehbuchautor, Regisseur und Kritiker Carlos Saboga, Schauspieler Camilo de Oliveira, Trickfilmer und Autor Afonso Cruz, Regisseur Paulo César Fajardo oder Kameramann und Dokumentarfilmer Jorge Pelicano sind weitere Filmschaffende aus Figueira da Foz.
Heute werden aktuelle Filme täglich im Multiplex-Kino des Einkaufszentrums Foz Plaza gezeigt, während das Kulturzentrum Centro de Artes e Espectáculos sich in seinem Kinoprogramm eher dem anspruchsvollen Film widmet.

### Fernsehen
Mit Figueira TV besteht ein Nachrichtensender aus Figueira, der jedoch Nachrichten nur online veröffentlicht und in seinem YouTube-Kanal Videobeiträge sendet.
2023 begannen in Figueira da Foz die Dreharbeiten zu zwei Fernsehserien, zum einen Irreversível des öffentlich-rechtlichen Senders RTP1, mit Margarida Vila-Nova, Rafael Morais, Soraia Chaves, Ana Cristina de Oliveira u. a., zum anderen A Filha, eine Miniserie des Privatsenders TVI, mit Dalila Carmo und Diogo Infante in den Hauptrollen.

## Wirtschaft

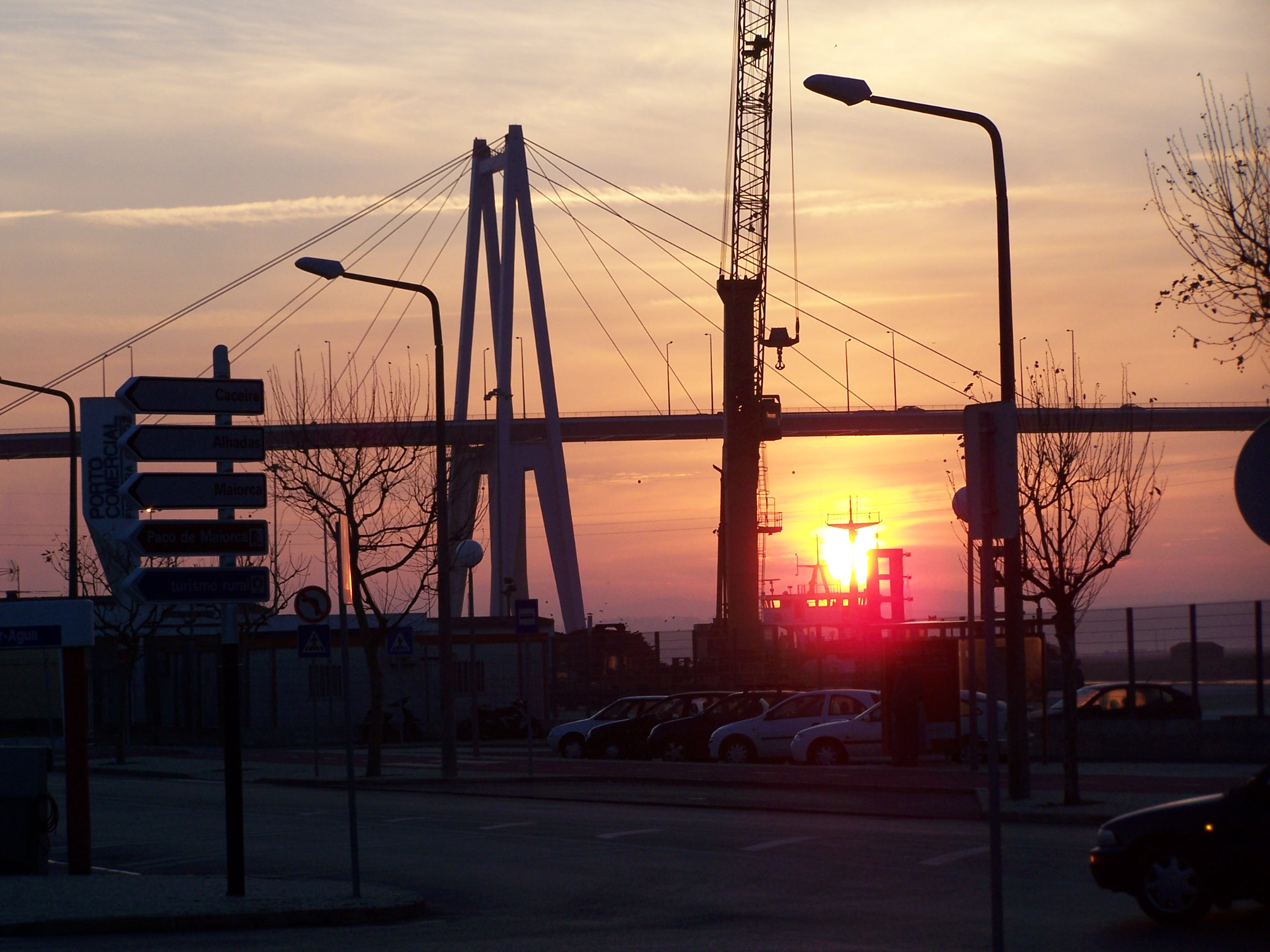
Frachthafen und Mondegobrücke vom Bahnhof aus gesehen

Wichtige Standbeine der lokalen Wirtschaft sind der Fremdenverkehr, der Yacht-, Fischerei- und Frachthafen, und ein wenig Textil- und Nahrungsmittelindustrie. Von Bedeutung ist hier der Fleischwarenhersteller Lusiaves.
Wichtig sind für Figueira die beiden außerhalb gelegenen Papierfabriken der Soporcel (seit 1984) und der Altri-Tochter Celbi. Der Haushaltsgerätehersteller Sorefoz gehört ebenfalls zu den bedeutendsten überregionalen Unternehmen des Kreises.
Auf der Südseite des Mondegos waren einst eine Reihe Unternehmen angesiedelt, darunter Anlagen zur Fischverarbeitung, Textilfabriken und die Foznave-Werften. Einige Unternehmen sind bis heute tätig, so die Werft, die heute zum Atlantic-Eagle-Schiffbaukonzern gehört und 60 Mitarbeiter am Standort Figueira beschäftigt.
Fischerei und Salzgewinnung werden traditionell hier betrieben, haben über die Jahre aber deutlich an Bedeutung verloren.
Bis in die 1970er Jahre wurde am Cabo Mondego Kohle gefördert, heute bricht dort die Cimpor Kalkstein zur Herstellung von Calciumoxid vor Ort.
Die Saint-Gobain Mondego S.A. ist eine in Figueira ansässige Tochter der Compagnie de Saint-Gobain, die seit 2010 unter dem Markennamen Verallia ihre Glassparten führt. Seit 1987 besitzt sie in Fontela im Kreis Figueira eine Glasfabrik, die ehemalige Vidreira da Fontela.

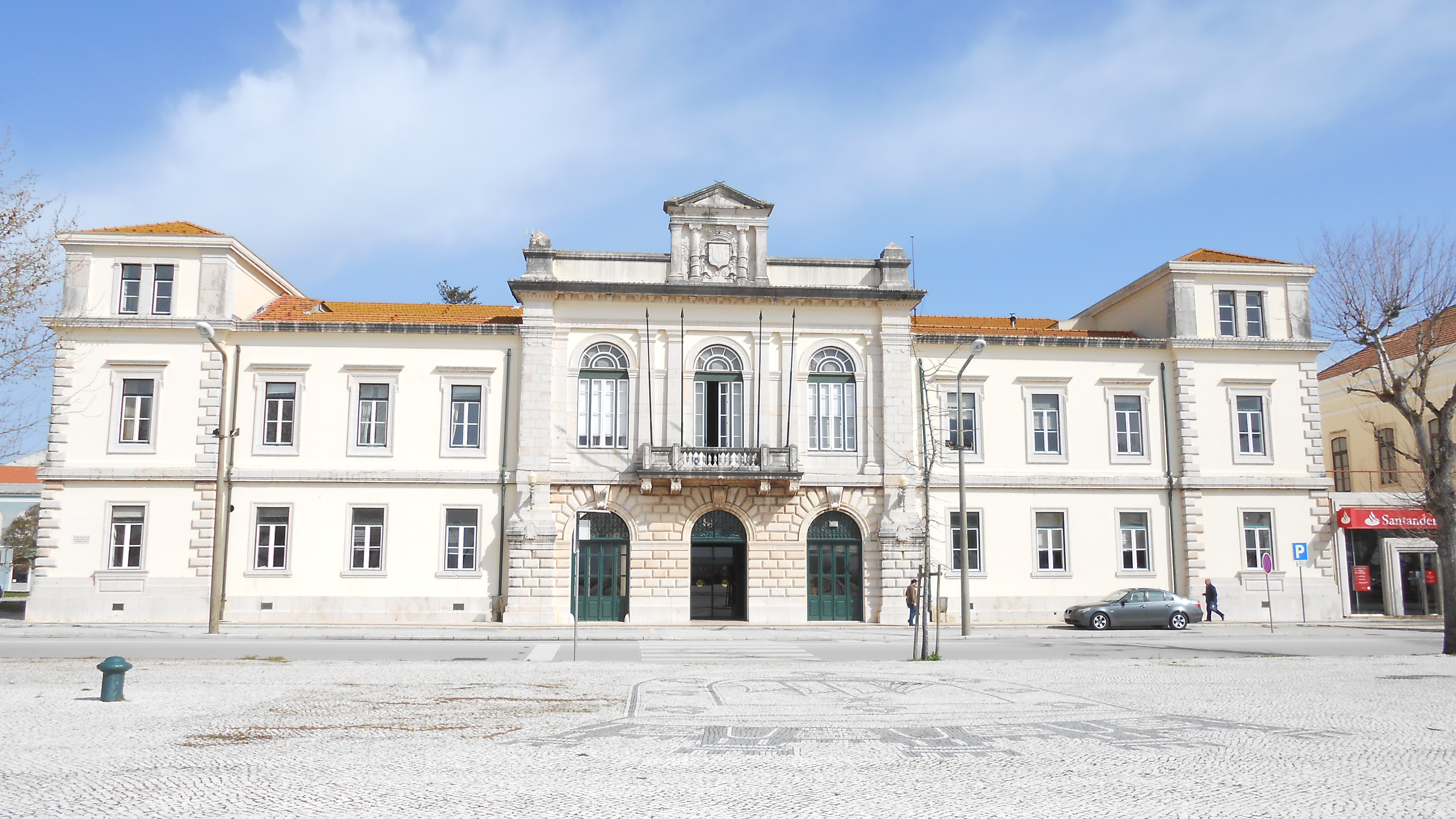
Das Rathaus (Câmara Municipal) von Figueira da Foz.

Im Januar 2023 gründete die dänische Copenhagen Infrastructure Partners in Figueira da Foz ihr neues Tochterunternehmen Copenhagen Offshore Partners und betrat damit erstmals den portugiesischen Markt. Sie will hier über 8 Mrd. Euro in einen Offshore-Windpark namens Nortada vor der Küste investieren, einer von fünf von der portugiesischen Regierung ausgewiesenen Orte für Offshore-Windparks. Der Park wird zwei Gigawatt Strom liefern und insgesamt einige tausend Menschen beschäftigen.

## Politik
Seit 1976, den ersten freien Wahlen nach der Nelkenrevolution 1974, stellte die sozialdemokratische PS den Bürgermeister der Stadt. Als sich Pedro Santana Lopes von der liberal-konservativen PSD in der Kommunalwahl 1997 überraschend mit einer großangelegten Kampagne für das Bürgermeisteramt in Figueira da Foz bewarb, konnte er das Rathaus erstmals für die PSD gewinnen, mit 59,88 % der Stimmen, was bis heute das beste jemals erzielte Ergebnis eines Bürgermeisters in Figueira da Foz wurde (Stand 2020). Nach einer von zahlreichen Baumaßnahmen geprägten, nicht unumstrittenen Amtszeit bewarb er sich in der nächsten Kommunalwahl 2001 erfolgreich als Bürgermeister Lissabons. Das Rathaus in Figueira da Foz ging 2001 mit 51,68 % erneut an die PSD, ebenso 2005 (47,93 %).
Die Kommunalwahl 2009 konnte dann wieder die PS für sich entscheiden, mit 37,78 %. Auch die nächsten Kommunalwahlen 2013 (46,35 %) und zuletzt 2017 (50,06 %) gewann die PS.
Im Mai 2021 gab Pedro Santana Lopes überraschend seine erneute Kandidatur als Bürgermeister der Stadt bekannt, genau 24 Jahre nach seiner ersten Wahl zum Bürgermeister der Stadt, die seit Mai 2021 auch wieder sein Wohnsitz wurde. Als unabhängiger Kandidat und unterstützt durch die unabhängige Bürgerliste Figueira A Primeira konnte er am Ende mit nur 619 Stimmen Vorsprung knapp die Wahl vor der PS gewinnen und ist seither zum zweiten Mal Bürgermeister von Figueira da Foz. Hauptthema seiner Wahlkampagne war der Verweis auf die vielen durchgeführten Bauprojekte in seiner ersten Amtsperiode und das Versprechen einer erneuten regen Bautätigkeit in der Stadt.

## Verkehr

### Eisenbahn
Der Bahnhof Figueira da Foz ist Endpunkt der Eisenbahnstrecke, die Coimbra mit dem Atlantischen Ozean verbindet. Ferner endet hier die Linie Ramal da Figueira da Foz nach Pampilhosa und die Linha do Oeste von Lissabon über Leiria.

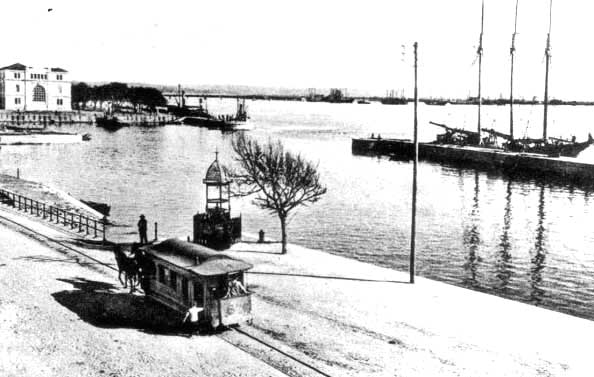
Pferdestraßenbahn am Hafen, 19. Jahrhundert

### Autobahn
Die A14 führt von Coimbra nach Figueira da Foz, die A17 führt von Marinha Grande über Figueira da Foz nach Aveiro.

### Busnetz
Figueira da Foz ist in das landesweite Busnetz der Rede Expressos eingebunden.

### Öffentlicher Nahverkehr
Das Gemeindegebiet wird durch Buslinien von privaten Unternehmen in städtischer Konzession abgedeckt. Drei Linien fährt das nordportugiesische Unternehmen AVIC, weitere Linien werden von den Unternehmen Moisés (Moisés Correia da Oliveira) und von Tejo bedient.

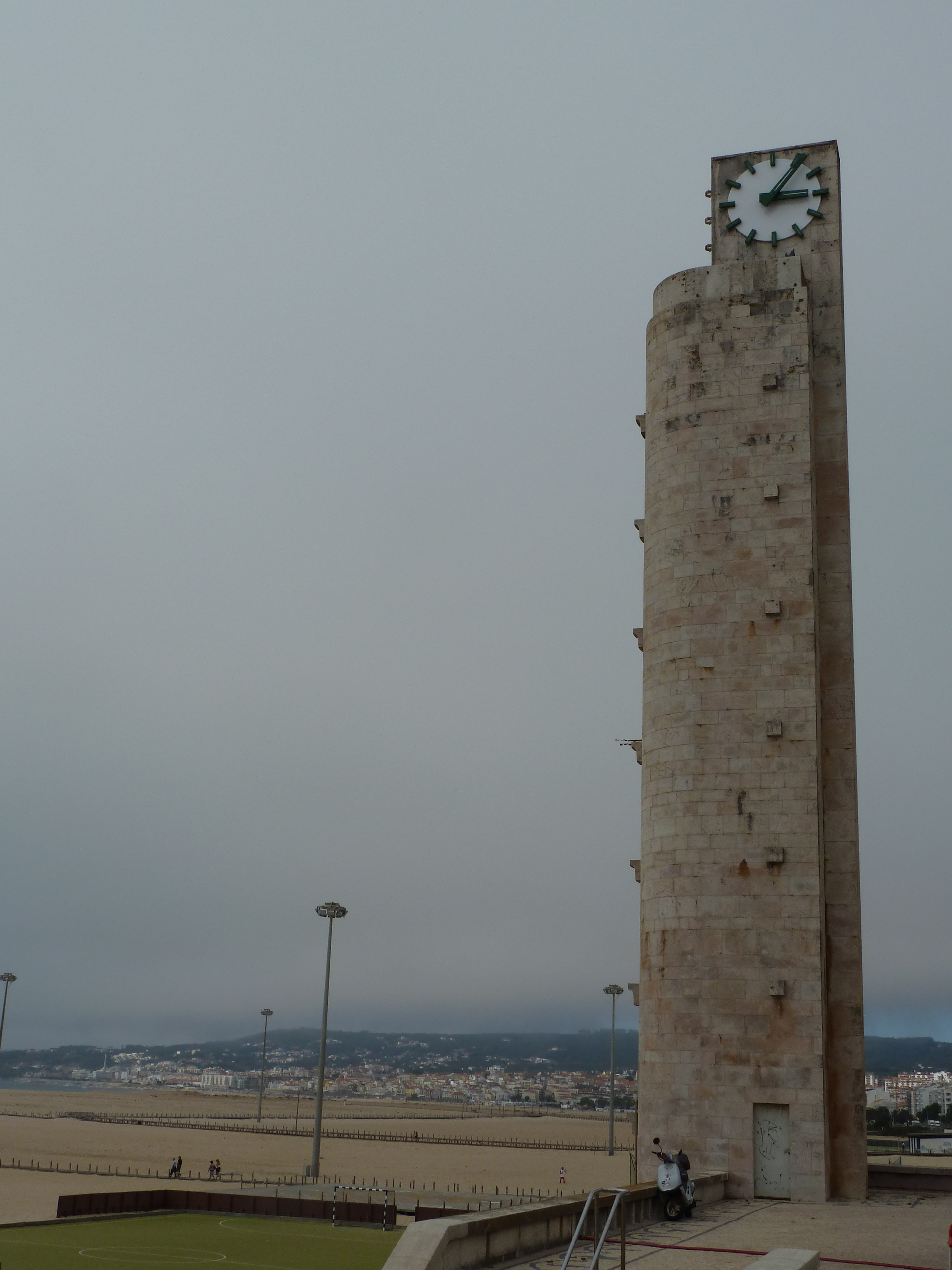
Der Uhrturm am Stadtstrand Praia da Claridade

### Luft
Die Stadt hat keinen eigenen Flughafen. Der nächstgelegene internationale Flughafen ist der 120 km nördlich gelegene Flughafen Porto (OPO), der mehrere internationale Ziele hauptsächlich in Europa bietet. Der 155 km südlich gelegene Flughafen Lissabon (LIS) bietet mehr interkontinentale Ziele, insbesondere nach Nordamerika, Südamerika und Afrika. Der nächstgelegene Flugplatz für Privatflüge ist der Flugplatz Bissaya Barreto (CBP) in Coimbra, 32 km östlich, wo sich der Aeroclube da Figueira da Foz befindet. Die nächstgelegene Landebahn, auf der Großraumflugzeuge abgefertigt werden können, befindet sich auf dem Militärflugplatz Monte Real in Leiria, etwa 40 km südlich, aber hier befindet sich die portugiesische Luftwaffe. Aufgrund seiner strategischen Position im portugiesischen Verteidigungssystem ist es schwierig, den Luftwaffenstützpunkt auf kommerzielle Luftfahrt umzustellen.
Anfang der 1990er Jahre war ein internationaler Flughafen in Figueira da Foz, der Internationale Flughafen Silberküste, geplant, der sich in Lavos, sieben Kilometer südlich des Stadtzentrums, gebaut werden sollte. Das Projekt wurde aufgegeben.

## Verwaltung

### Kreis
Figueira da Foz ist Sitz eines gleichnamigen Kreises (Concelho) im Distrikt Coimbra. Am 19. April 2021 hatte der Kreis 58.951 Einwohner auf einer Fläche von 379,0 km².
Die Nachbarkreise sind (im Uhrzeigersinn im Norden beginnend): Cantanhede, Montemor-o-Velho, Soure, und Pombal, an den sich der Atlantische Ozean anschließt.
Der Kreis bestand bis 2013 aus 18 Gemeinden. Im Vorfeld der kommunalen Neuordnung Portugals am 29. September 2013 wurden die Gemeinden Brenha und São Julião, und im Zuge der eigentlichen Neuordnung schließlich auch Santana und Borda do Campo aufgelöst und anderen Gemeinden angegliedert. Seither setzt sich der Kreis Figueira da Foz aus 14 Gemeinden (Freguesias) zusammen:
| Gemeinde              | Einwohner (2021) | Fläche km² | Dichte Einw./km² | LAU- Code |
| --------------------- | ---------------- | ---------- | ---------------- | --------- |
| Alhadas               | 4.108            | 31,84      | 129              | 060519    |
| Alqueidão             | 1.485            | 19,66      | 76               | 060502    |
| Bom Sucesso           | 1.832            | 60,36      | 30               | 060515    |
| Buarcos               | 18.386           | 15,53      | 1.184            | 060520    |
| Ferreira-a-Nova       | 2.117            | 27,83      | 76               | 060521    |
| Lavos                 | 3.587            | 42,02      | 85               | 060522    |
| Maiorca               | 2.298            | 25,14      | 91               | 060507    |
| Marinha das Ondas     | 3.188            | 27,41      | 116              | 060508    |
| Moinhos da Gândara    | 1.098            | 10,74      | 102              | 060518    |
| Paião                 | 2.768            | 31,19      | 89               | 060523    |
| Quiaios               | 2.775            | 52,31      | 53               | 060524    |
| São Pedro             | 2.588            | 7,01       | 369              | 060514    |
| Tavarede              | 10.051           | 10,71      | 938              | 060512    |
| Vila Verde            | 2.670            | 17,29      | 154              | 060513    |
| Kreis Figueira da Foz | 58.951           | 379,04     | 156              | 0605      |

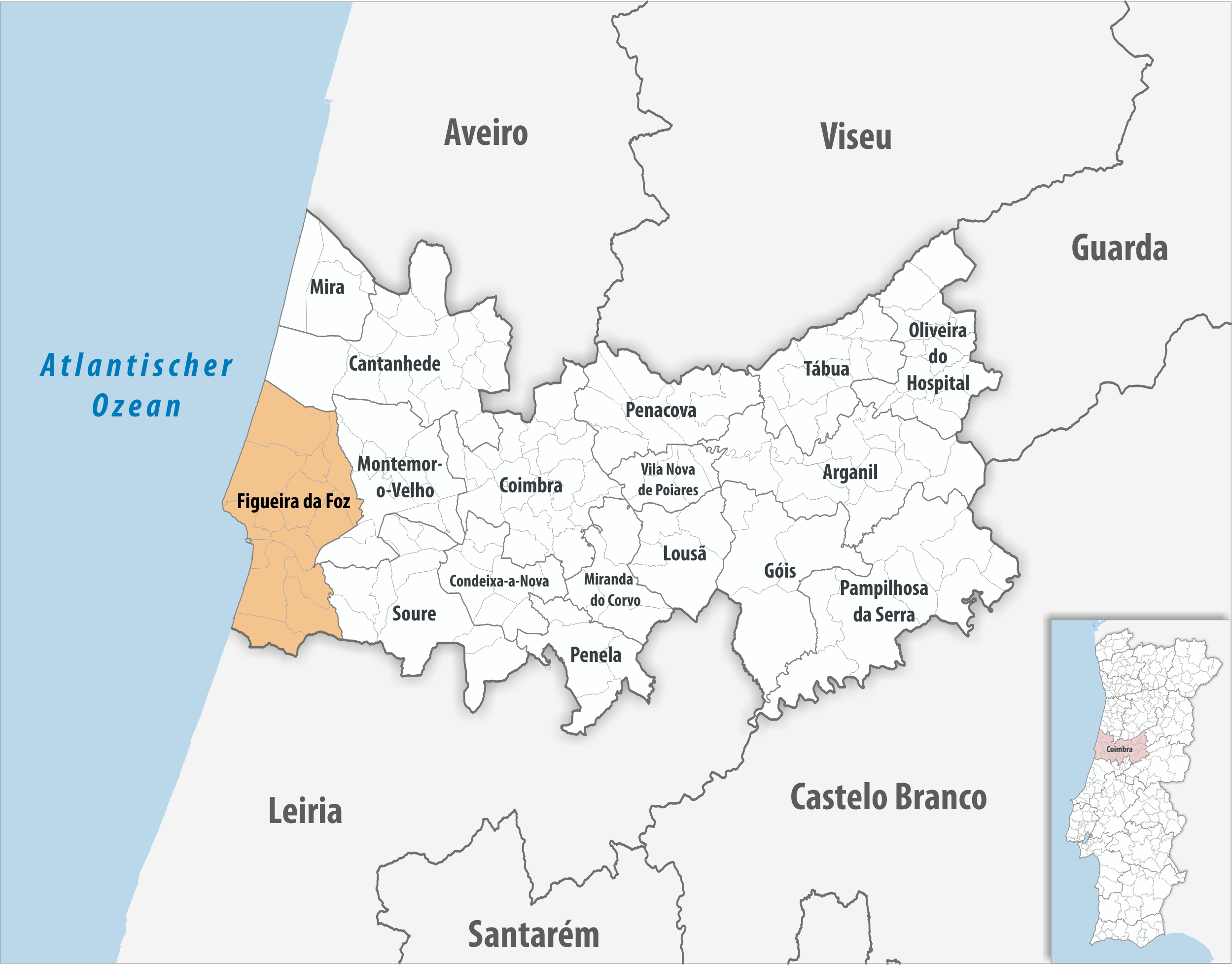
Kreis Figueira da Foz

Das geschlossene urbane Stadtgebiet von Figueira da Foz wird gebildet durch Buarcos, São Julião, São Pedro, Tavarede, und Vila Verde.

### Bevölkerungsentwicklung
| 1801   | 1849  | 1900   | 1930   | 1960   | 1981   | 1991   | 2001   | 2008   | 2011   |
| ------ | ----- | ------ | ------ | ------ | ------ | ------ | ------ | ------ | ------ |
| 10 281 | 8 021 | 43 032 | 49 590 | 57 631 | 58 559 | 61 555 | 62 601 | 63 135 | 62 124 |

### Kommunaler Feiertag
- 24. Juni

### Partnerstädte
Figueira da Foz unterhält mit folgenden Städten eine Städtepartnerschaft:
| Ukraine            | Jewpatorija, Ukraine                         |
| Spanien            | Ciudad Rodrigo, Spanien                      |
| Kap Verde          | Praia, Kap Verde                             |
| Frankreich         | Gradignan, Frankreich                        |
| Mosambik           | Angoche, Mosambik                            |
| Portugal           | Mortágua, Portugal                           |
| Vereinigte Staaten | New Bedford, Vereinigte Staaten              |
| Frankreich         | Saint-Jean-de-Luz, Frankreich (in Anbahnung) |
| Italien            | L’Aquila, Italien (seit 2019 in Anbahnung)   |

## Persönlichkeiten

### Söhne und Töchter der Stadt
- Manuel Fernandes Tomás (1771–1822), Politiker und Jurist
- António dos Santos Rocha (1853–1910), Archäologe
- José Bento Pessoa (1874–1954), Radrennfahrer
- David de Sousa (1880–1918), Musiker
- João de Barros (1881–1960), Schriftsteller, Pädagoge und Politiker
- Luís Wittnich Carrisso (1886–1937), Botaniker
- João Carrington da Costa (1891–1982), Geologe und Politiker
- Joaquim de Carvalho (1892–1958), Philosoph
- João Gaspar Simões (1903–1987), Schriftsteller
- Maria Alice (1904–1996), Fadosängerin
- Francisco Horta (1906–1970), politischer Aktivist
- Cândido Costa Pinto (1911–1976), Maler und Grafiker
- Manuel Rocha (1913–1981), Ingenieur
- Alberto Pessoa (1919–1985), Architekt
- António Sousa Freitas (1921–2004), Schriftsteller
- João Augusto Dias Rosas (* 1921), Politiker
- Carlos Galvão de Melo (1921–2008), Offizier der Nelkenrevolution
- Camilo de Oliveira (1924–2016), Schauspieler
- Vítor Figueiredo (1929–2004), Architekt
- Alves Barbosa (1931–2018), Radrennfahrer
- Carlos Saboga (* 1936), Drehbuchautor, Regisseur und Filmkritiker
- Eduardo Nery (1938–2013), Maler
- João César Monteiro (1939–2003), Filmregisseur, Drehbuchautor und Schauspieler
- António Duarte Silva (1941–2011), Politiker
- Graça Pires (* 1946), Schriftstellerin
- João Mário Grilo (* 1958), Filmregisseur
- Luís Pipa (* 1960), klassischer Pianist
- António Durães (* 1961), Theaterintendant
- Francisco Caleia (* 1966), bildender Künstler und Autor
- Gonçalo Cadilhe (* 1968), Reiseschriftsteller
- Afonso Cruz (* 1971), Schriftsteller, Trickfilm-Regisseur, Illustrator und Musiker
- Ticha Penicheiro (* 1974), Basketballspielerin
- Rui Cordeiro (* 1976), Rugby-Spieler
- Rui Carôlo (* 1976), Psychologe und Autor
- Jorge Pelicano (* 1977), TV-Kameramann und Filmregisseur
- Nuno Camarneiro (* 1977), Schriftsteller
- Paulo César Fajardo (* 1980), Filmregisseur
- Suzy (* 1980), Sängerin, vertrat Portugal beim Eurovision Song Contest 2014
- Ricardo Moreira (* 1982), Handballspieler
- Hugo Almeida (* 1984), Fußballspieler
- Paula Teixeira (* 1984), FIFA-Schiedsrichterin
- Bruno Ribeiro, Opernsänger
- Isa Cardoso (* 1991), Fadosängerin
- Iolanda (* 1994), Sängerin, vertrat Portugal beim Eurovision Song Contest 2024
- Afonso Eulálio (* 2001), Radrennfahrer

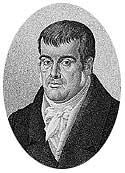
Manuel Fernandes Tomás
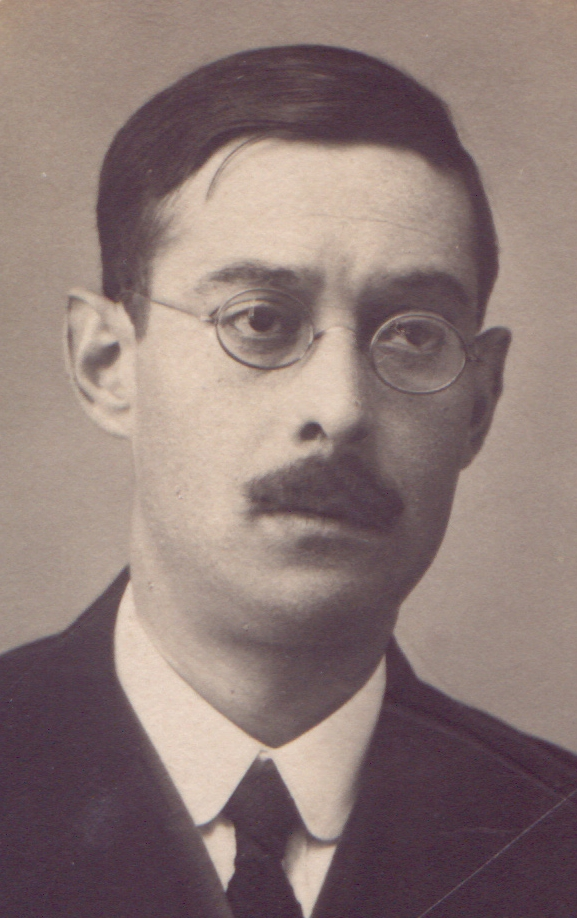
Joaquim de Carvalho
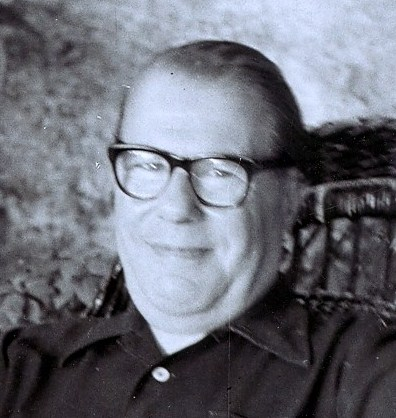
João Gaspar Simões
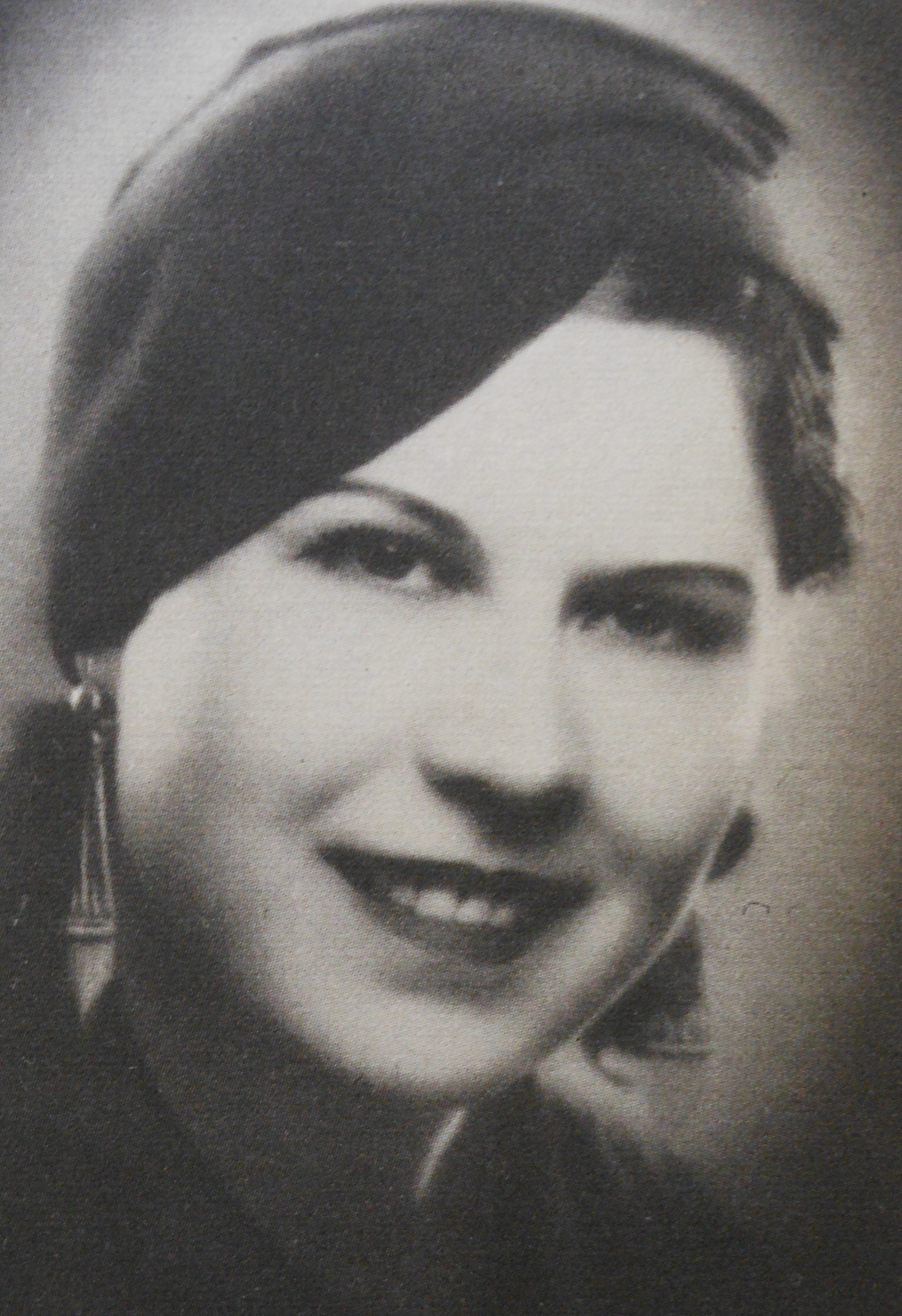
Die Fadosängerin Maria Alice in den 30er Jahren
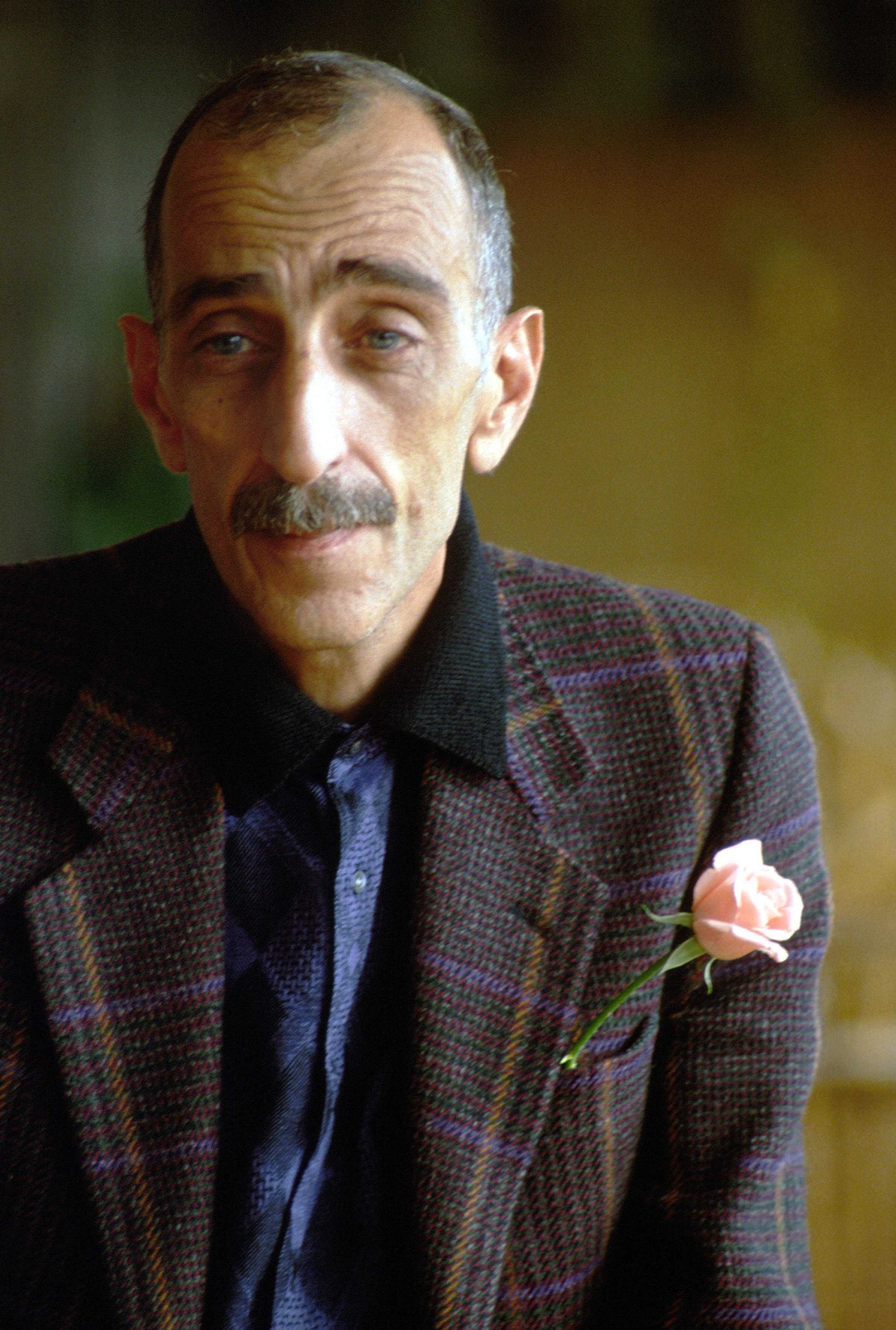
João César Monteiro
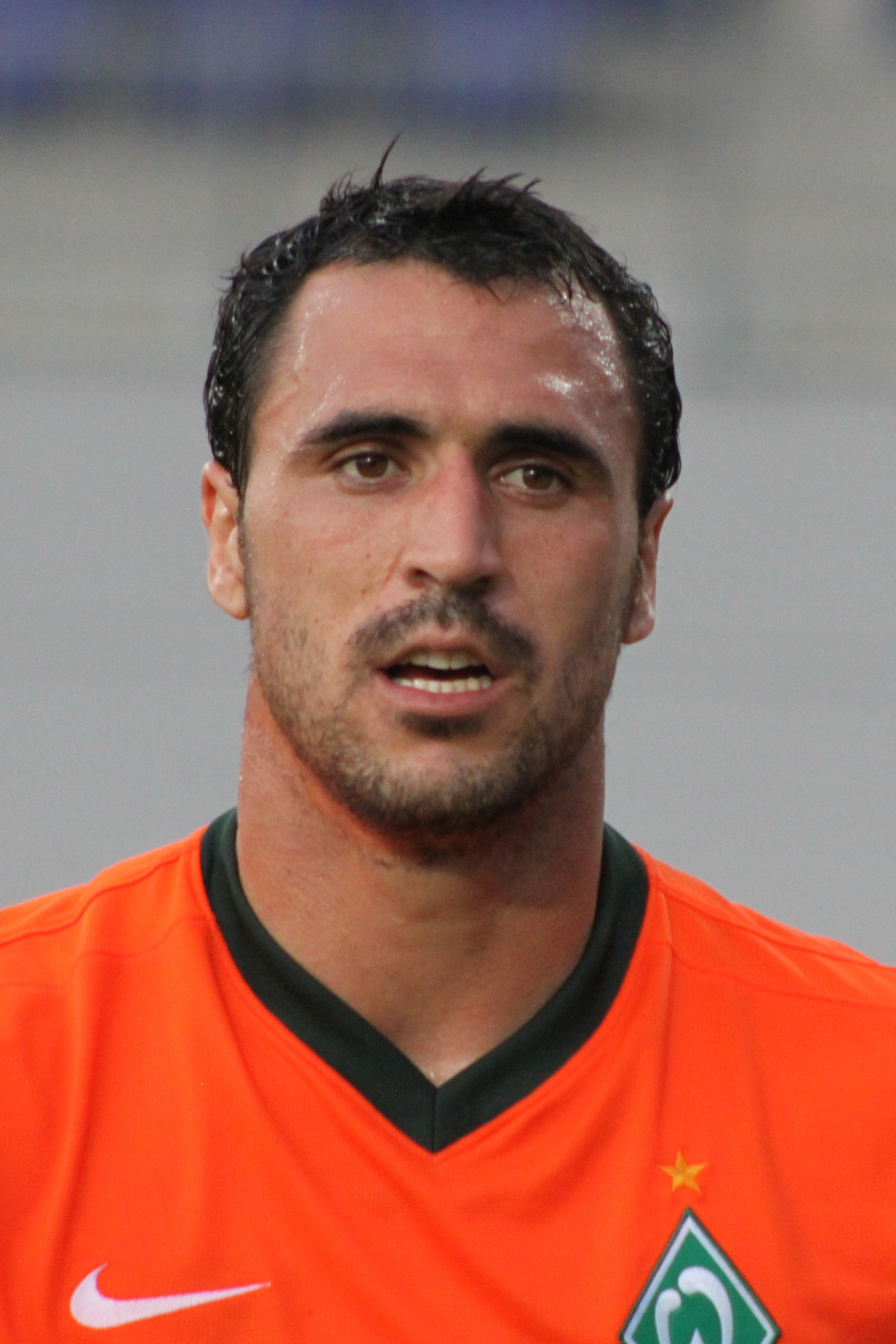
Hugo Almeida im Trikot des SV Werder Bremen (2009)
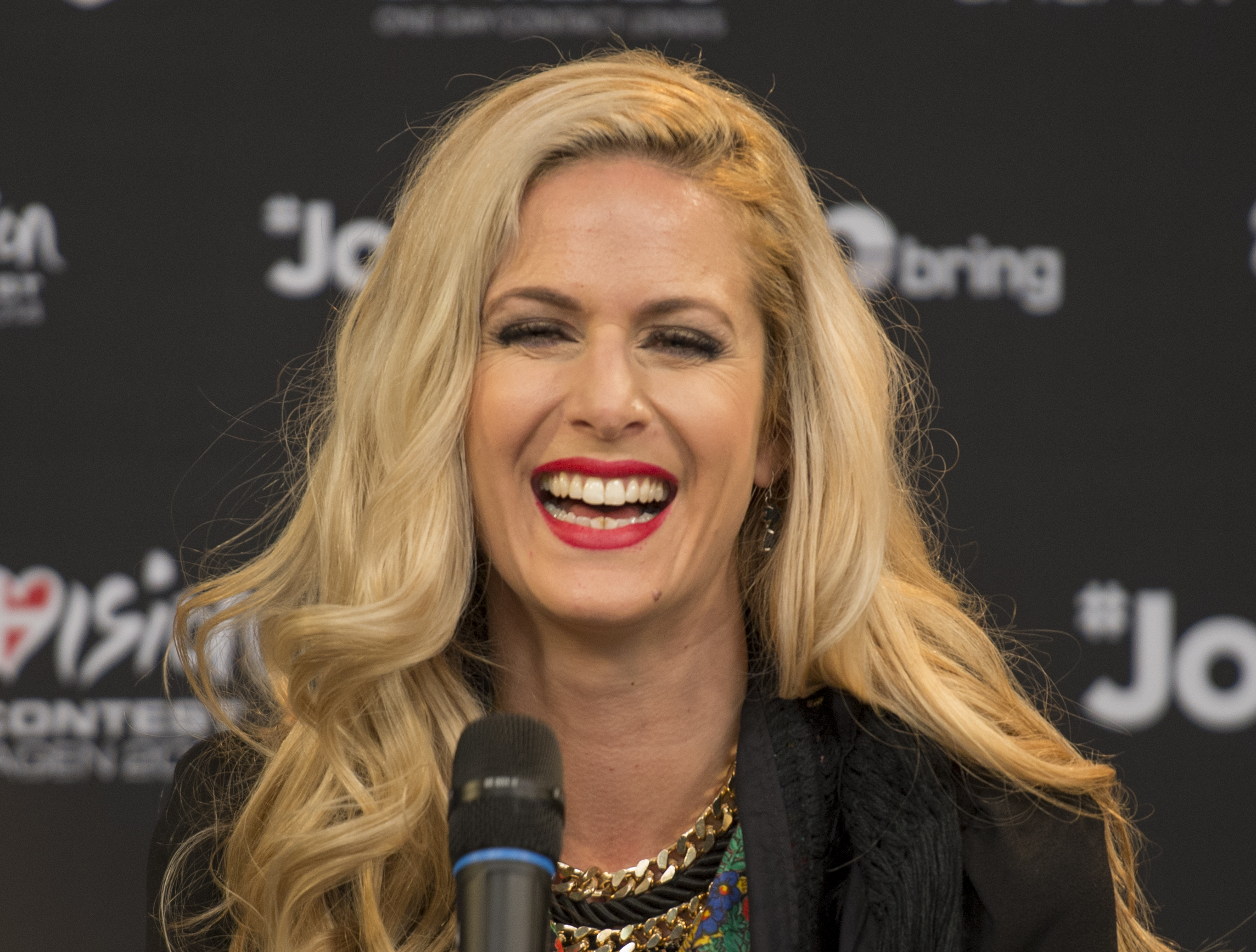
Suzy (Susana Guerra) beim Eurovision Song Contest 2014

### Mit der Stadt verbundene Persönlichkeiten
Der konservative, skandalträchtige Politiker Pedro Santana Lopes (* 1956 in Lissabon) begann 1997 mit seiner Wahl zum Bürgermeister von Figueira da Foz seine zweite politische Karriere, die ihn schließlich bis ins Amt des Premierministers brachte. Nach dem Bruch mit seiner Partei 2018 stellte er sich 2021 erneut in Figueira da Foz zur Wahl ist seither wieder Bürgermeister der Stadt.
Der Schriftsteller António Tavares (* 1960 in Angola) lebt seit den frühen 2000er Jahren in der Stadt. Er war hier Lehrer und ist hier Kommunalpolitiker, 2013 wurde er stellvertretender Bürgermeister. Er gewann 2015 den Literaturpreis Prémio LeYa für seinen Roman O Coro dos Defuntos.
Der populäre Sänger Tony Carreira (* 1963 in Pampilhosa da Serra) begann 1988 bei einem Musikwettbewerb im Casino Figueira seine Karriere.
Nelson Carrera (* 1961 in Angola), ein Rockabilly-Musiker, lebt und arbeitet seit seinem Wegzug aus Frankreich 1992 in Figueira da Foz.
Alfredo Cardoso de Soveral Martins, ein Marineoffizier und hoher Kolonialbeamter, war zuletzt Kommunalpolitiker in Figueira, bevor er 1938 hier starb.
Auch Maria Olguim, eine populäre Schauspielerin der Hochphase des Portugiesischen Films der 40er Jahre, starb 1984 hier.
Weitere hier verstorbene Persönlichkeiten:
- Francisco José Fernandes Costa, Politiker und republikanischer Premierminister († 1925)
- João António da Silva Saraiva, Bischof von Coimbra († 1976)
- António Campos, Filmregisseur († 1999)

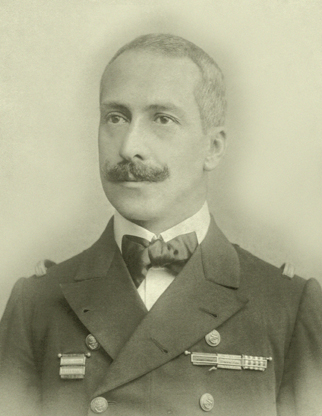
Alfredo Cardoso de Soveral Martins
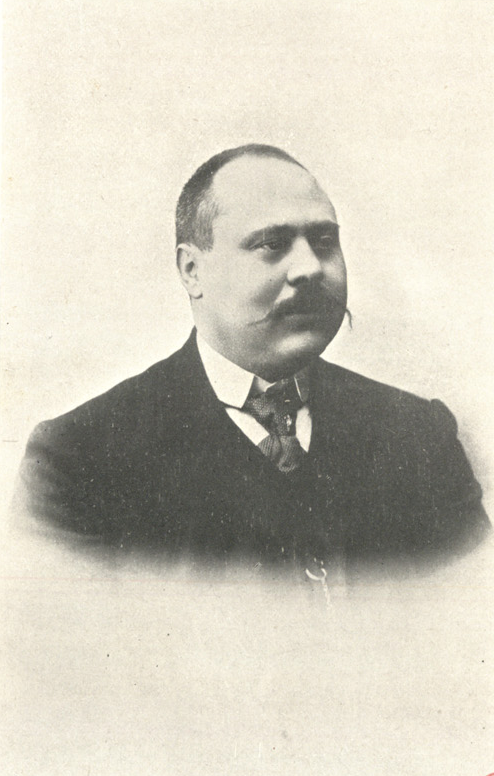
Francisco José Fernandes Costa
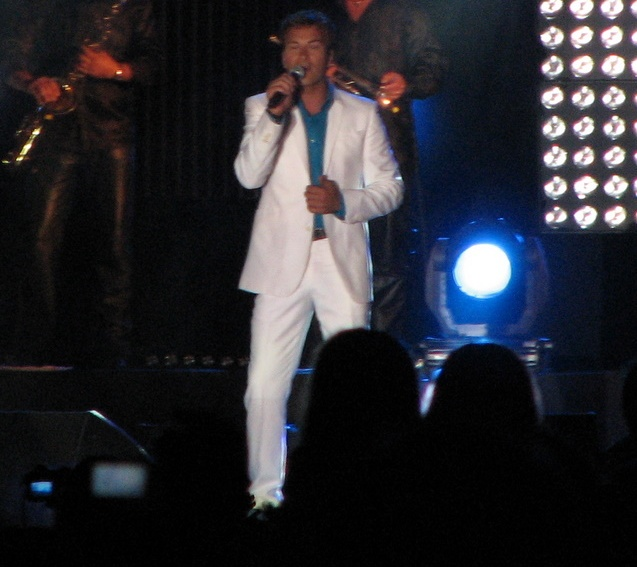
Tony Carreira